# Skate America 2009
Navigation
Édition précédente Édition suivante
Le Skate America est une compétition internationale de patinage artistique qui se déroule aux États-Unis au cours de l'automne. Il accueille des patineurs amateurs de niveau senior dans quatre catégories: simple messieurs, simple dames, couple artistique et danse sur glace.
Le vingt-huitième Skate America est organisé du 12 au 15 novembre 2009 à la Herb Brooks Arena de Lake Placid dans l'État de New York. Il est la cinquième compétition du Grand Prix ISU senior de la saison 2009/2010.

## Résultats

### Messieurs

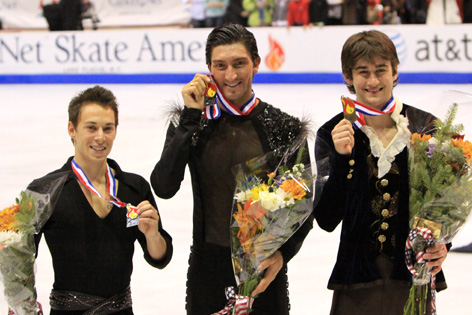
Podium des Messieurs

| Rang | Nom                | Pays       | Points | Programme court | Programme court | Programme libre | Programme libre |
| ---- | ------------------ | ---------- | ------ | --------------- | --------------- | --------------- | --------------- |
| 1    | Evan Lysacek       | États-Unis | 237.72 | 1               | 79.17           | 1               | 158.55          |
| 2    | Shawn Sawyer       | Canada     | 203.91 | 5               | 65.95           | 4               | 137.96          |
| 3    | Ryan Bradley       | États-Unis | 198.12 | 8               | 59.24           | 2               | 138.88          |
| 4    | Florent Amodio     | France     | 197.58 | 2               | 72.65           | 6               | 124.93          |
| 5    | Tomáš Verner       | Tchéquie   | 194.06 | 11              | 55.90           | 3               | 138.16          |
| 6    | Kevin Reynolds     | Canada     | 190.23 | 10              | 59.05           | 5               | 131.18          |
| 7    | Adrian Schultheiss | Suède      | 185.07 | 4               | 67.55           | 7               | 117.52          |
| 8    | Brandon Mroz       | États-Unis | 174.00 | 3               | 71.40           | 11              | 102.60          |
| 9    | Yasuharu Nanri     | Japon      | 168.84 | 7               | 59.35           | 8               | 109.49          |
| 10   | Andrei Lutai       | Russie     | 167.79 | 6               | 60.64           | 9               | 107.15          |
| 11   | Jialiang Wu        | Chine      | 164.26 | 9               | 59.16           | 10              | 105.10          |
| 12   | Igor Macypura      | Slovaquie  | 144.02 | 12              | 51.45           | 12              | 92.57           |

### Dames

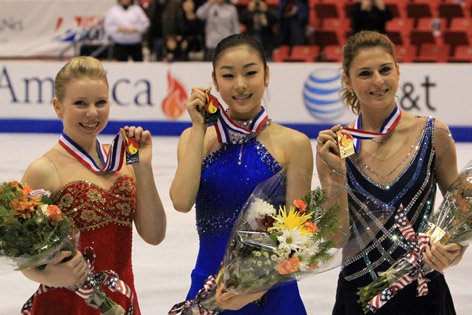
Podium des Dames

| Rang | Nom                  | Pays         | Points | Programme court | Programme court | Programme libre | Programme libre |
| ---- | -------------------- | ------------ | ------ | --------------- | --------------- | --------------- | --------------- |
| 1    | Kim Yuna             | Corée du Sud | 187.98 | 1               | 76.28           | 2               | 111.70          |
| 2    | Rachael Flatt        | États-Unis   | 174.91 | 2               | 58.80           | 1               | 116.11          |
| 3    | Julia Sebestyen      | Hongrie      | 159.03 | 3               | 58.54           | 3               | 100.49          |
| 4    | Fumie Suguri         | Japon        | 148.99 | 4               | 56.04           | 5               | 92.95           |
| 5    | Elena Glebova        | Estonie      | 148.71 | 5               | 52.28           | 4               | 96.43           |
| 6    | Elene Gedevanishvili | Géorgie      | 144.19 | 6               | 52.18           | 6               | 92.01           |
| 7    | Emily Hughes         | États-Unis   | 135.31 | 11              | 45.32           | 7               | 89.99           |
| 8    | Sarah Hecken         | Allemagne    | 131.10 | 12              | 43.86           | 8               | 87.24           |
| 9    | Joshi Helgesson      | Suède        | 129.91 | 7               | 51.32           | 10              | 78.59           |
| 10   | Alexe Gilles         | États-Unis   | 129.01 | 10              | 46.56           | 9               | 82.45           |
| 11   | Susanna Pöykiö       | Finlande     | 124.22 | 9               | 46.72           | 11              | 77.50           |
| 12   | Tuğba Karademir      | Turquie      | 122.40 | 8               | 49.42           | 12              | 72.98           |

### Couples

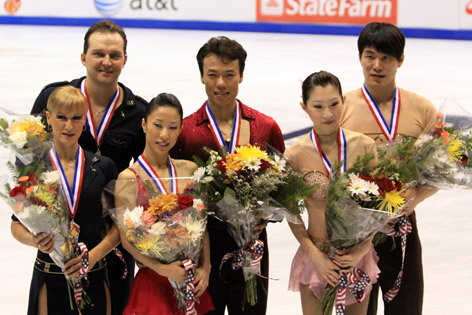
Podium des couples artistiques

| Rang    | Nom                                    | Pays        | Points | Programme court | Programme court | Programme libre | Programme libre |
| ------- | -------------------------------------- | ----------- | ------ | --------------- | --------------- | --------------- | --------------- |
| 1       | Xue Shen / Hongbo Zhao                 | Chine       | 201.40 | 1               | 74.36           | 1               | 127.04          |
| 2       | Tatiana Volosozhar / Stanislav Morozov | Ukraine     | 171.82 | 2               | 61.70           | 3               | 110.12          |
| 3       | Dan Zhang / Hao Zhang                  | Chine       | 168.19 | 5               | 56.84           | 2               | 111.35          |
| 4       | Keauna Mclaughlin / Rockne Brubaker    | États-Unis  | 165.37 | 4               | 58.54           | 4               | 106.83          |
| 5       | Amanda Evora / Mark Ladwig             | États-Unis  | 148.33 | 6               | 50.14           | 5               | 98.19           |
| 6       | Brooke Castile / Benjamin Okolski      | États-Unis  | 139.58 | 7               | 49.52           | 6               | 90.06           |
| 7       | Stacey Kemp / David King               | Royaume-Uni | 130.80 | 8               | 43.46           | 7               | 87.34           |
| Abandon | Meagan Duhamel / Craig Buntin          | Canada      |        | 3               | 59.64           |                 |                 |

### Danse sur glace

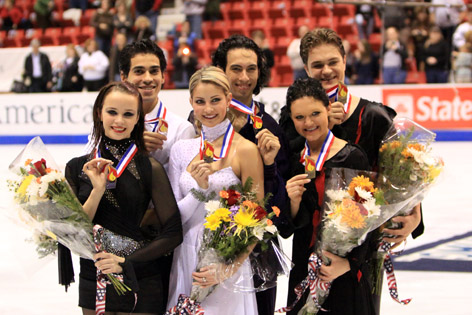
Podium de la danse sur glace

| Rang | Nom                                 | Pays       | Points | Danse imposée | Danse imposée | Danse originale | Danse originale | Danse libre | Danse libre |
| ---- | ----------------------------------- | ---------- | ------ | ------------- | ------------- | --------------- | --------------- | ----------- | ----------- |
| 1    | Tanith Belbin / Benjamin Agosto     | États-Unis | 195.85 | 1             | 39.28         | 1               | 60.95           | 1           | 95.62       |
| 2    | Anna Cappellini / Luca Lanotte      | Italie     | 171.86 | 3             | 32.04         | 2               | 54.09           | 3           | 85.73       |
| 3    | Alexandra Zaretski / Roman Zaretski | Israël     | 171.77 | 4             | 31.93         | 3               | 51.90           | 2           | 87.94       |
| 4    | Jana Khokhlova / Sergey Novitski    | Russie     | 168.25 | 2             | 36.94         | 5               | 49.53           | 4           | 81.78       |
| 5    | Kimberly Navarro / Brent Bommentre  | États-Unis | 160.89 | 5             | 30.19         | 4               | 51.28           | 6           | 79.42       |
| 6    | Madison Chock / Greg Zuerlein       | États-Unis | 153.92 | 7             | 28.88         | 8               | 44.55           | 5           | 80.49       |
| 7    | Kristina Gorshkova / Vitali Butikov | Russie     | 152.43 | 6             | 29.32         | 6               | 46.64           | 7           | 76.47       |
| 8    | Caitlin Mallory / Kristjan Rand     | Estonie    | 143.50 | 9             | 26.89         | 7               | 44.58           | 9           | 72.03       |
| 9    | Zoé Blanc / Pierre-Loup Bouquet     | France     | 140.71 | 10            | 24.39         | 10              | 42.66           | 8           | 73.66       |
| 10   | Xiaoyang Yu / Chen Wang             | Chine      | 135.62 | 8             | 27.43         | 9               | 44.15           | 10          | 64.04       |

## Sources
- Résultats du Skate America 2009 sur le site de l'ISU
- Patinage Magazine N°120 (Décembre 2009-Janvier 2010)